# リニーア・ベルナルド
リニーア・ベルナルド（Rynier Bernardo、1991年8月27日 - ）は、チーターズに所属するラグビーユニオン選手。

## プロフィール
- 南アフリカ・プレトリア出身[1]。
- ポジションはロック(LO)。
- 身長 199cm、体重 112kg

## 略歴
イースタン・プロヴィンス・キングス、キングス、オスプリーズ、スカーレッツ、フリーステイト・チーターズ、チーターズを経て、2018年、キヤノンイーグルスに加入。同年10月20日に行われたジャパンラグビートップリーグ第7節のパナソニック ワイルドナイツ戦にて先発出場で日本での公式戦初出場を果たす。
2020年、キヤノンイーグルスを退団後、翌2021年、チーターズに復帰。